# Bernile Nienau
Rosa Bernhardine Nienau, née le 20 avril 1926 à Dortmund  et morte le 5 octobre 1943 à Munich, dite Bernile, était une jeune fille allemande connue sous le nom de "l'enfant du Führer" en raison de son étroite amitié avec Adolf Hitler qui dura de 1933 à 1938 et bien que sa grand-mère maternelle fut juive.

## Jeunesse
Bernile Nienau est née à Dortmund, enfant unique de Bernhard Nienau, médecin (1887-1926) mort deux mois avant sa naissance et de Karoline, née Helwig, infirmière (1892 -1962). Sa mère, veuve, s'installe à Munich et y achète une maison, vers 1928. La grand-mère maternelle de Bernile, Ida Voit, une enseignante catholique d'origine juive, née Morgenstern (1867-1942) vivait également avec eux.

### Interactions avec Hitler
Probablement à l'instigation de sa mère, Bernile, dont l'anniversaire était, comme celui d'Hitler, le 20 avril, fut poussée au printemps 1933 au premier rang du flot de visiteurs sur l'Obersalzberg pour attirer l'attention d'Hitler.  De ce premier contact, elle développa une "amitié" qui dura jusqu'en 1938. Aux Archives fédérales allemandes à Berlin sont conservées 17 lettres que la jeune fille a écrites, probablement avec l'aide de sa mère, entre le 18 janvier 1935 et le 12 novembre 1939, à Hitler et à son assistant en chef Wilhelm Brückner.

Un extrait:
Munich, 27 septembre 36. Cher oncle Brückner ! Aujourd'hui, j'ai beaucoup à vous dire. Pendant les vacances, nous étions sur l'Obersalzberg et j'ai été deux fois autorisé a chérir oncle Hitler ! Malheureusement, vous n'êtes jamais monté. [. . . ] Je travaille déjà sur le travail de Noël. [. . . ] Oncle Hitler pour qui j'ai encore tricoté des chaussettes parce que je lui ai demandé si elles lui allaient l'année dernière. Il a dit oui! Cette année je peux tricoter avec de la laine plus fine, maman ne m'aide qu'avec le talon. Elles vont être très chaudes, et là où il voyage toujours autant, ses pieds n'auront pas froid. [. . . ] Maman vous envoie aussi ses salutations et beaucoup de salutations et bisous de ta Bernile !
Le fait que la grand-mère  était une juive convertie et la mère de Bernile  d`ascendance juive était déjà connu d'Hitler en 1933. Le 19 avril 1938, l'aide de camp d'Hitler Fritz Wiedemann décrivrit l'indifférence d'Hitler à l'égard de son ascendance juive auprès des instances subalternes du parti comme "une attitude purement humaine à l'égard de l'enfant".
Cependant, lorsque Martin Bormann eut vent du manque de « sang allemand », la jeune fille et sa mère furent interdites de paraître au Berghof. Hitler l'apprit car  son photographe personnel Heinrich Hoffmann s'était plaint que Bormann lui avait interdit de continuer à publier des photos la montrant avec le Führer comme "son enfant". Dans son livre Hitler comme je l'ai vu, Hoffmann écrivit qu'Hitler avait dit à propos de Bormann : « Il y a des gens qui ont un vrai talent pour gâcher toutes mes joies » . Alors que le livre illustré de Hoffmann La Jeunesse autour d'Hitler, qui comprenait les photographies d'Hitler avec Bernile, continuait de se vendre, vers mai 1938, la mère fut officiellement invitée à cesser tout contact avec les dirigeants du Parti.
Bernile, qui a appris le métier de dessinatrice technique, est morte le 5 octobre 1943 à 17 ans à l'hôpital de Schwabing à Munich d'une poliomyélite spinale. Sa tombe est située au cimetière de l'Ouest de cette ville,. En 2018, une photo de Nienau avec Hitler se vendait entre 10.000 et 12.000 dollars aux enchères,.